# Ethiene Franco
Ethiene Cristina Gonser Franco, conhecida por Ethiene Franco, (Curitiba, 27 de Abril de 1992) é uma médica e ex-ginasta brasileira que competia em provas de ginástica artística.
Ethiene fez parte da equipe brasileira que disputou os Jogos Olímpicos de 2008 em Pequim, como suplente da equipe olímpica brasileira feminina de ginástica e foi convocada a competir apenas dias antes dos Jogos, devido a uma lesão sofrida pela até então titular, Khiuani Dias. Também esteve presente nos Jogos Olímpicos de Verão de 2012, em Londres.

## Carreira
Nascida em Curitiba, no Paraná, Franco iniciou sua carreira na ginástica em 2000, aos oito anos. Cinco anos mais tarde, entrou para a equipe nacional na categoria júnior, e em 2008 ingressou na elite sênior.
Em seu primeiro ano na categoria, Ethiene participou dos Jogos Olímpicos de 2008, realizados na cidade de Pequim, na China. Nesta edição, a ginasta classificou-se para uma final, a por equipes, na qual, ao lado de Ana Cláudia Silva, Daiane dos Santos, Daniele Hypólito, Jade Barbosa e Laís Sousa, não superou a oitava colocação ao final das rotações.[carece de fontes?]
Em 2009, a primeira competição internacional, foi a etapa da copa do mundo de Cottbus, realizada na Alemanha. Nesta, conquistou uma medalha de bronze nas barras assimétricas, ao não superar a alemã Anja Brinker e a brasileira naturalizada belga Aagje Vanwalleghem. Além, foi sétima na trave e quarta no solo. Na competição seguinte, a etapa da Copa Mundo realizada em Maribor, Ethiene conquistou novamente a medalha de bronze nas barras assimétricas. Nos outros aparelhos, novamente o solo e a trave, a atleta atingiu a quinta posição em ambas. Ainda em 2009, participou do World Stars Moscow, no qual terminou com duas medalhas de bronze: barras assimétricas e trave de equilíbrio. Em meados de novembro, competindo na Croácia em nova etapa da Copa do Mundo, apresentou-se nas barras e, somando 12,400 pontos encerrou na sexta colocação.
Participou do Campeonato Mundial de Ginástica Artística de 2010, na Holanda. Na época, o Brasil não conseguiu passar para as finais por equipes.
Foi convocada para ser reserva nos Jogos Olímpicos de Verão de 2012, em Londres, mas ocupou a vaga de Laís Souza, que se lesionou. O Brasil não avançou para nenhuma das finais durante a competição.
Deixou a ginástica em 2014, após enfrentar lesões e cirurgias. Mudou-se para a Argentina em 2015, onde cursou medicina. Também é formada em educação física, tendo iniciado os estudos na área em 2010.

## Principais resultados
| Ano  | Evento                  | AA | Equipe | Salto sobre o cavalo | Trave             | Barras assimétricas | Solo              |
| ---- | ----------------------- | -- | ------ | -------------------- | ----------------- | ------------------- | ----------------- |
| 2008 | Jogos Olímpicos         |    | 8º     |                      |                   |                     |                   |
| 2009 | Copa do Mundo – Cottbus |    |        |                      | 7º                | Medalha de bronze   |                   |
| 2009 | Copa do Mundo – Maribor |    |        |                      | 5º                | Medalha de bronze   | Medalha de bronze |
| 2009 | World Stars Moscow      |    |        |                      | Medalha de bronze | 5º                  | Medalha de bronze |
| 2009 | Copa do Mundo - Ojisek  |    |        |                      |                   | 6º                  |                   |